# Moyen Âge chinois
Cet article concerne une période de l'histoire chinoise. Pour les autres significations, voir Moyen Âge (homonymie).
La Chine médiévale ou Moyen Âge chinois est une période historique utilisée par certains historiens qui débute au IIIe siècle et se finit entre le Xe et le XIIe siècle. Elle est caractérisée par de grands bouleversements.

## Une fin de période discutée
Si, traditionnellement les historiens font commencer cette période en 220, ils ne s'accordent pas sur la date finale. C'est 900, pour David A. Graff,, 960 pour Victor Cunrui Xiong, 1000 pour Knapp, 1100 pour De Pee, XIIe siècle pour Naito Konan, début des Song (960) pour Xin Yun. Dans l’ouvrage que ce dernier a dirigé en 2018, « Savoirs traditionnels et pratiques magiques sur la route de la soie », on entend par « médiéval » 中古, « la période qui couvre les dynasties Wei « (Chine du nord de 386 à 534), Jin (265-420), qui succède au royaume de Wei (220-265) à l’issue de la période des Trois Royaumes ; dynastie Jin de l'Ouest (265-317) ; dynastie Jin de l'Est (317-420) ; puis les dynasties du Sud et du Nord (南北朝 ; pinyin : Nánběicháo), en Chine, qui ont succédé durant la première moitié du Ve siècle aux Seize Royaumes du Nord (317-439) et à la dynastie Jin de l'Est (317-420) pour prendre fin en 589, avec la réunification par la dynastie Sui (581-618), Tang (618-907) et l’époque des Cinq Dynasties (907-979) ; on peut, à l’occasion, y inclure le début des Song (960-1279) ».

## Une chronologie relativement stable.
Le Moyen Âge chinois s’étend ainsi généralement de la fin de la dynastie Han (220 ap. J.-C.) jusqu’à la fin de la dynastie Song (1279 ap. J.-C.). Cette période d’environ un millénaire peut être divisée en deux grandes phases :
Haut Moyen Âge chinois
Cette première phase couvre la période allant de 220 à 589 après J.-C. Elle est caractérisée par :
- La chute de la dynastie Han en 220
- Une période de fragmentation politique connue sous le nom des «  Trois Royaumes » (220-280)
- La dynastie Jin (265-420)
- L’époque des « Seize Royaumes » et des « Dynasties du Nord et du Sud » (420-589).

Bas Moyen Âge chinois
Cette seconde phase s’étend de 589 à 1279 ap. J.-C. Elle comprend : 
- La dynastie Sui (589-618)
- La dynastie Tang (618-907), considérée comme l'âge d'or de la civilisation chinoise médiévale
- La période des Cinq Dynasties et des Dix Royaumes (907-960)
- La dynastie Song (960-1279), divisée en Song du Nord (960-1127) et Song du Sud (1127-1279)

Il est important de noter que cette périodisation du Moyen Âge chinois ne correspond pas exactement à celle du Moyen Âge occidental. Elle reflète les spécificités de l’histoire chinoise, marquée par des cycles d’unification et de fragmentation politique, ainsi que par d’importants développements culturels, technologiques et économiques.

## Le terme médiéval en question
« Le terme médiéval renvoie, depuis son entrée dans les études orientales, au postulat de Naitō Konan 内藤湖南, au cadre théorique de Chen Yinke 陳寅恪, et à la théorie de la féodalité que chaque historien médiéviste comprend différemment, ce qui n’a de cesse de donner au terme des acceptions différentes ». Ainsi Knapp mentionne que « les spécialistes chinois débattent depuis longtemps de l'applicabilité de ce concept manifestement occidental à l'histoire chinoise. Certains nient purement et simplement son utilité, » 
Keith N. Knapp, enseignant chercheur à The Citadel, Department of History School of Humanities & Social Sciences, fait tout d’abord remarquer que des médiévistes européens tel Timothy Reuter, [et même Jacques Le Goff], ont eux aussi interrogé la validité du terme qui définit la période ». Il affirme que « la Chine, de 200 à 1000, a effectivement connu une période médiévale. Cette ère possédait un nombre étonnant de caractéristiques normalement associées au début de l’Europe médiévale (500 à 1000 de notre ère). Elle partageait beaucoup de ces caractéristiques non pas à cause de la coïncidence, mais parce que les deux endroits devaient faire face à la migration des peuples Intérieurs eurasiens (ceux de l'Afghanistan moderne, de la Mongolie, de la Russie, des ex-Républiques d'Asie centrale de l'Union soviétique, et des zones de la Mandchourie, du Tibet et du Xinjiang, aujourd’hui certaines de la Chine) ».

## Découpage de la période
Selon Victor Cunrui Xiong, la période qui va de 220 à 960 est cruciale dans l’histoire chinoise. Elle « se divise naturellement en deux phases. La première, appelée aussi « Chine du haut Moyen Âge », est une époque de décentralisation politique. Après l'effondrement de l'empire Han, la Chine a été plongée dans la guerre civile et la fragmentation et est restée divisée pendant près de quatre siècles. La deuxième phase, [le bas Moyen Âge chinois], a commencé en 589, sous la dynastie Sui, lorsque la Chine a été à nouveau placée sous un gouvernement unique. (…) La bureaucratie a été revitalisée, l'armée renforcée et le système fiscal réformé. La chute des Sui en 618 a cédé la place à la dynastie Tang, encore plus puissante, qui représente l'apogée de la civilisation chinoise traditionnelle. Héritant de toutes les grandes institutions développées sous la dynastie Sui, les Tang ont réalisé de grandes réalisations dans les domaines de la poésie, de la peinture, de la musique et de l'architecture. La révolte d'An Lushan (755-763), qui a également eu lieu sous le règne des Tang, a entraîné des changements profonds dans les domaines socio-économique, politique et militaire. Ce qui s’est passé au cours de la seconde moitié des Tang et des Cinq Dynasties qui ont suivi a jeté les bases de l’ère suivante de la Chine impériale tardive ».